# Bienal de Arte, Ciência e Cultura da União Nacional dos Estudantes
A Bienal de Arte, Ciência e Cultura da União Nacional dos Estudantes, comumente abreviada para Bienal de Cultura da UNE, é considerado o maior festival de arte estudantil da América Latina.
O evento apresenta ao público trabalhos de estudantes em diversas áreas: artes cênicas, música, literatura, ciência e tecnologia, cinema e artes visuais.

## Edições
| Ano  | Cidade         | Estado         |
| ---- | -------------- | -------------- |
| 1999 | Salvador       | Bahia          |
| 2001 | Rio de Janeiro | Rio de Janeiro |
| 2003 | Recife         | Pernambuco     |
| 2005 | São Paulo      | São Paulo      |
| 2007 | Rio de Janeiro | Rio de Janeiro |
| 2009 | Salvador       | Bahia          |
| 2011 | Rio de Janeiro | Rio de Janeiro |
| 2013 | Recife         | Pernambuco     |
| 2015 | Rio de Janeiro | Rio de Janeiro |
| 2017 | Fortaleza      | Ceará          |
| 2019 | Salvador       | Bahia          |
| 2023 | Rio de Janeiro | Rio de Janeiro |
| 2025 | Recife         | Pernambuco     |